# Flickingeria
Flickingeria es un género que tiene asignadas unas 78 especies de orquídeas epifitas. Es nativo de Himalaya hacia el sudeste de Asia, Indonesia y Nueva Guinea.

## Descripción
Es un género de orquídas epífitas que fue segregado del género Dendrobium. Las flores son efímeras, durando solo un día. La columna es corta, carnosa y tiene un distintivo pie con cuatro polinias.

## Especies deFlickingeria
- Flickingeria abhaycharanii  Phukan & A.A.Mao (2005)
- Flickingeria agamensis  (J.J.Sm.) J.B.Comber (2001)
- Flickingeria albopurpurea  Seidenf. (1980)
- Flickingeria angulata  (Blume) A.D.Hawkes (1965) - Typus Species
- Flickingeria angustifolia  (Blume) A.D.Hawkes (1965)
- Flickingeria appendiculata  (Blume) A.D.Hawkes (1965)
- Flickingeria aureiloba  (J.J.Sm.) J.J.Wood (1982)
- Flickingeria bancana  (J.J.Sm.) A.D.Hawkes (1965)
- Flickingeria bicarinata  (Ames & C.Schweinf.) A.D.Hawkes (1965)
- Flickingeria bicolor  Z.H.Tsi & S.C.Chen (1995)
- Flickingeria bicostata  (J.J.Sm.) A.D.Hawkes (1965)
- Flickingeria calocephala  Z.H.Tsi & S.C.Chen (1995)
- Flickingeria calopogon  (Rchb.f.) A.D.Hawkes (1965)
- Flickingeria candoonensis  (Ames) Fessel & Lückel (1998)
- Flickingeria celebensis  (J.J.Sm.) S.Thomas (2002)
- Flickingeria chrysographata  (Ames) A.D.Hawkes (1965)
- Flickingeria clementsii  D.L.Jones (2004)
- Flickingeria comata  (Blume) A.D.Hawkes (1961)
- Flickingeria compressa  Seidenf. (1980)
- Flickingeria concolor  Z.H.Tsi & S.C.Chen (1995)
- Flickingeria convexa  (Blume) A.D.Hawkes (1965)
- Flickingeria crenicristata  (Ridl.) J.J.Wood (1990)
- Flickingeria dahlemensis  (Schltr.) J.B.Comber (2001)
- Flickingeria denigrata  (J.J.Sm.) J.J.Wood (1990)
- Flickingeria dimorpha  (J.J.Sm.) S.Thomas (2002)
- Flickingeria dura  (J.J.Sm.) A.D.Hawkes (1965)
- Flickingeria eurorum  (Ames) A.D.Hawkes (1965)
- Flickingeria fimbriata  (Blume) A.D.Hawkes (1965)
- Flickingeria flabelliformis  (Schltr.) A.D.Hawkes (1965)
- Flickingeria flabelloides  (J.J.Sm.) J.J.Wood (1990)
- Flickingeria forcipata  (Kraenzl.) A.D.Hawkes (1965)
- Flickingeria fugax  (Rchb.f.) Seidenf. (1980)
- Flickingeria grandiflora  (Blume) A.D.Hawkes (1965)
- Flickingeria guttenbergii  (J.J.Sm.) J.B.Comber (2001)
- Flickingeria hesperis  Seidenf. (1982)
- Flickingeria heterobulba  (Schltr.) S.Thomas (2002)
- Flickingeria homoglossa  (Schltr.) A.D.Hawkes (1965)
- Flickingeria insularis  Seidenf. (1980)
- Flickingeria integrilabia  (J.J.Sm.) A.D.Hawkes (1965)
- Flickingeria interjecta  (Ames) A.D.Hawkes (1965)
- Flickingeria junctiloba  Fessel & Lückel (1998)
- Flickingeria labangensis  (J.J.Sm.) J.J.Wood (1990)
- Flickingeria laciniosa  (Ridl.) A.D.Hawkes (1965)
- Flickingeria lonchigera  (Schltr.) Schuit. & de Vogel (2003)
- Flickingeria luxurians  (J.J.Sm.) A.D.Hawkes (1965)
- Flickingeria macraei  (Lindl.) Seidenf. (1980)
- Flickingeria nativitatis  (Ridl.) J.J.Wood (1982)
- Flickingeria nazaretii  P.O'Byrne & J.J.Verm. (2003)
- Flickingeria nodosa  (Dalzell) Seidenf. (1980)
- Flickingeria pallens  (Kraenzl.) A.D.Hawkes (1965)
- Flickingeria pardalina  (Rchb.f.) Seidenf. (1980)
- Flickingeria parietiformis  (J.J.Sm.) A.D.Hawkes (1965)
- Flickingeria parishii  Seidenf. (1980)
- Flickingeria paucilaciniata  (J.J.Sm.) A.D.Hawkes (1965)
- Flickingeria pemae  (Schltr.) A.D.Hawkes (1965)
- Flickingeria pseudoconvexa  (Ames) A.D.Hawkes (1965)
- Flickingeria puncticulosa  (J.J.Sm.) J.J.Wood (1986)
- Flickingeria purpureostelidia  (Ames) A.D.Hawkes (1965)
- Flickingeria quadriloba  (Rolfe) A.D.Hawkes (1965)
- Flickingeria rhipidoloba  (Schltr.) A.D.Hawkes (1965)
- Flickingeria rhodobalion  (Schltr.) Brieger (1981)
- Flickingeria ritaeana  (King & Pantl.) A.D.Hawkes (1965)
- Flickingeria schinzii  (Rolfe) A.D.Hawkes (1965)
- Flickingeria schistoglossa  (Schltr.) A.D.Hawkes (1965)
- Flickingeria scopa  (Lindl.) Brieger (1981)
- Flickingeria sematoglossa  (Schltr.) J.B.Comber (2001)
- Flickingeria shihfuana  T.P.Lin & Kuo Huang (2005)
- Flickingeria simplicicaulis  (J.J.Sm.) A.D.Hawkes (1965)
- Flickingeria stenoglossa  (Gagnep.) Seidenf. (1980)
- Flickingeria tairukounia  (S.S.Ying) T.P.Lin (1987)
- Flickingeria tetralobata  P.O'Byrne & J.J.Verm.(2005)
- Flickingeria tricarinata  Z.H.Tsi & S.C.Chen (1995)
- Flickingeria trifurcata  (Carr) A.D.Hawkes (1965)
- Flickingeria unibulbis  Seidenf. (1980)
- Flickingeria unicornis  (Ames) A.D.Hawkes (1965)
- Flickingeria usterii  (Schltr.) Brieger (1981)
- Flickingeria vietnamensis  Seidenf. (1992)
- Flickingeria xantholeuca  (Rchb.f.) A.D.Hawkes (1965)